# Oakdale (Californië)
Oakdale is een plaats (city) in de Amerikaanse staat Californië, en valt bestuurlijk gezien onder Stanislaus County.

## Demografie
Bij de volkstelling in 2000 werd het aantal inwoners vastgesteld op 15.503.
In 2006 is het aantal inwoners door het United States Census Bureau geschat op 19.296, een stijging van 3793 (24.5%).

## Geografie
Volgens het United States Census Bureau beslaat de plaats een oppervlakte van
13,1 km², waarvan 13,0 km² land en 0,1 km² water. Oakdale ligt op ongeveer 48 m boven zeeniveau.

## Plaatsen in de nabije omgeving
De onderstaande figuur toont nabijgelegen plaatsen in een straal van 16 km rond Oakdale.